# Margaret Brenda Vertue
Margaret Brenda Vertue (Kimberley, 6 aprile 1953) è una vescova anglicana sudafricana.
Il Rev. Margaret Vertue è la seconda donna eletta vescovo della Chiesa anglicana dell'Africa meridionale (ACSA -Anglican Church of Southern Africa) e di tutto il continente africano, come vescovo della diocesi anglicana di False Bay, in Sudafrica; la prima è stata Ellinah Wamukoya.
Formatasi in Sudafrica nel Convent of the Holy Family a Kimberley (Sudafrica), al St. Paul's Theological College a Grahamstown e all'Università di Stellenbosch, con specializzazione al St. Beuno's nel Nord Galles, dopo aver lavorato in varie strutture non religiose, è stata una delle prime donne ordinate sacerdote dall'Arcivescovo Desmond Tutu nel settembre 1992, a Città del Capo.
Eletta vescovo di False Bay il 3 ottobre 2012, è stata consacrata il 19 gennaio 2013.